# Битка код Ајн Џалута

Битка код Ајн Џалута вођена је 3. септембра 1260. године између мамелучке војске султана Бајбарса са једне и монголске под Китбугом са друге стране.

## Битка
Смрћу монголског кана Хулагуа Бајбарс је стекао прилику да поврати територије које су му Монголи отели. У бици код Ајн Џалута Бајбарс је однео победу. Султан Кунтуз се прикључио тек пред крај битке. Ова битка је једна од најважнијих битака средњег века јер су Мамелуци њоме зауставили освајања Монгола ка западу и спречиле њихово освајање Европе. Бајбарс је стекао велику популарност која му је омогућила да већ следећег месеца преузме султански престо од Кунтуза.